# Sorø
Sorø je město v okresu Sorø v regionu Sjælland na ostrově Sjælland na východě Dánska. K 1. lednu 2015 zde žilo 7 754 obyvatel.
Sorø bylo založeno v roce 1161 biskupem Absalonem, pozdějším zakladatelem Kodaně.